# Fuente Álamo (Cuevas del Almanzora)
La Fuente Álamo est un site archéologique situé dans la ville de Cuevas del Almanzora, dans la province d'Almería en Espagne,.
Ce site archéologique est de culture d'El Argar, une culture archéologique de l'Âge du bronze du sud-est de la péninsule Ibérique, de la fin du IIIe au IIe millénaire av. J.-C.. Établie dans les contreforts de la Sierra de Almagro, cette ancienne colonie était stratégiquement située pour contrôler l'accès à la route de montagne, depuis la Valle del Almanzora. Il est protégé comme Bien d'intérêt culturel.

## Intérêt archéologique
La première chose qu'elle nous montre est l'émergence de communautés à économie essentiellement agricole en montagne et donc une première étape dans le processus d'adaptation de ces communautés à un environnement montagnard.
À travers les investigations menées à Fuente Álamo, il a été démontré qu'elle faisait partie d'une organisation complexe, dans laquelle les villes étaient construites sur la base du centre métallurgique, l'une de ses fonctions étant la connexion des richesses minérales des montagnes avec leur mode de vie.
Les premières nouvelles et investigations furent menées par Louis Siret et son frère Henri, les fouilles ne reprenant qu'en 1977 et 1979, dont les résultats ont été connus à travers diverses publications. Les frères Siret avaient aussi découvert le site d'El Argar en 1881.

## Description
20 phases stratigraphiques ont été documentées, associées à différentes périodes d'occupation, représentées par diverses constructions architecturales, clairement différenciées et superposées les unes aux autres. Ils démontrent l'existence d'une séquence culturelle qui s'étendrait du bronze argarique ancien au bronze tardif, dont l'occupation se poursuivrait à l' époque ibéro-romaine et médiévale .
À Fuente Álamo, le sommet de la colline est fortifié et, à l'époque argarique, il était toujours utilisé pour l'emplacement de "monuments remarquables", avec très peu de structures utilisées comme lieux d'habitation et de tombes ostentatoires.
Les maisons d'habitation, occupées par la majeure partie de la population, s'étendaient le long des terrasses en escalier sur le versant sud de la colline.
De même, cinq constructions circulaires massives ont été localisées, qui semblent avoir une fonction économique, et une grande citerne utilisée jusqu'à l'âge du bronze tardif et réutilisée à l'époque ibéro-romaine.
Cinq types de sépulture ont été documentés, représentatifs de la culture argarique, qui démontrent son processus évolutif. Les différences peuvent être constatées entre les sépultures les plus anciennes dans des grottes artificielles et les cistes avec dromos d'accès ; les enterrements dans des urnes (pithos) et dans des cistes) étant plus récents, le rituel funéraire des premiers moments démontre l'établissement d'une société dont le noyau principal était la famille tandis que, dans les moments ultérieurs, l'existence d'un rôle plus important de l'individu est soulignée.

### Articles externes
- Museo Arqueológico Cuevas de Almanzora